# Bernhard Blencke

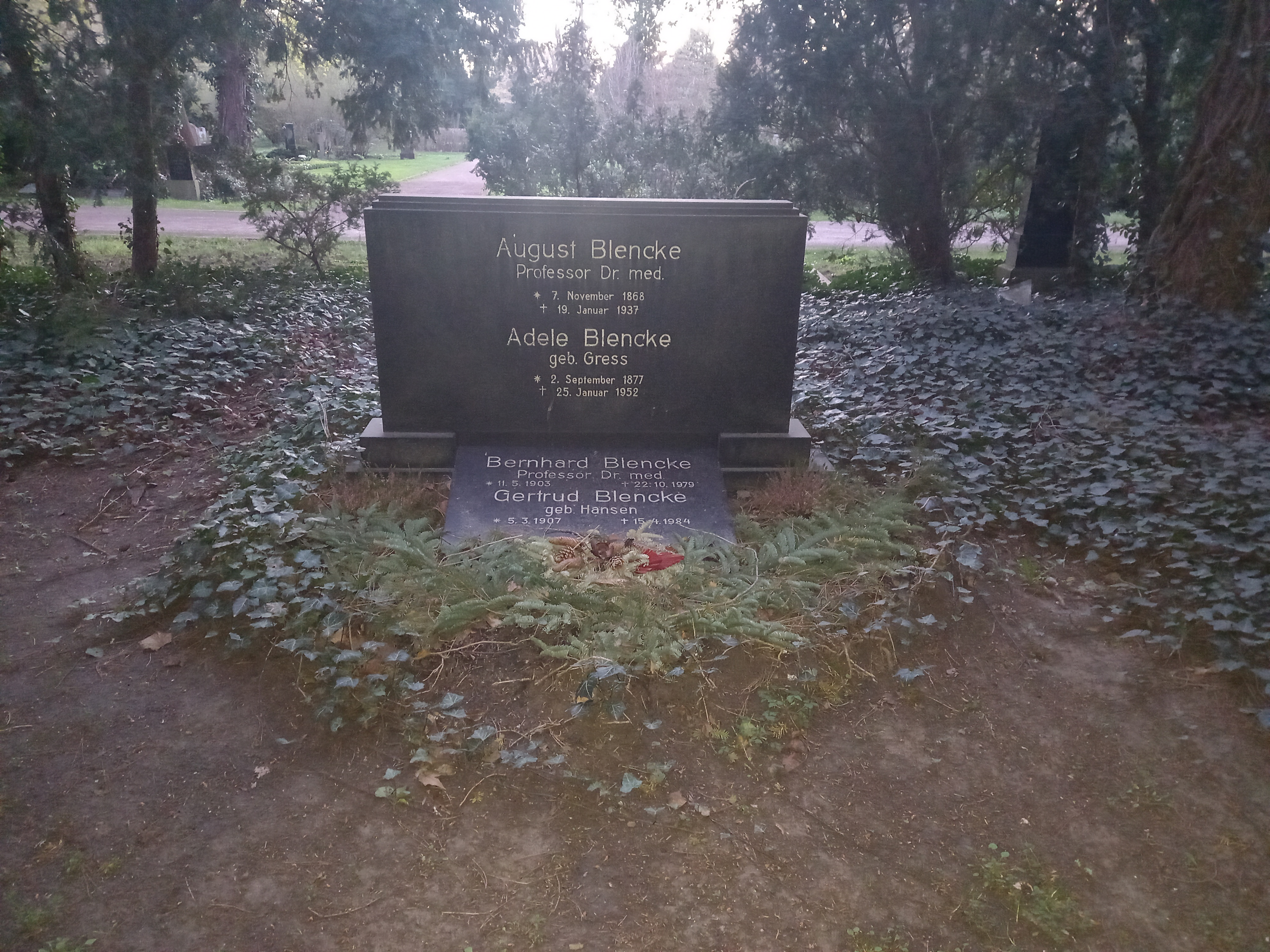
Das Grab von Bernhard Blencke und seiner Ehefrau Gertrud geborene Hansen im Familiengrab auf dem Westfriedhof (Magdeburg)

Bernhard Blencke (* 11. Mai 1903 in Magdeburg; † 22. Oktober 1979 in Magdeburg) war ein deutscher Orthopäde und Hochschullehrer.

## Leben
Als Sohn von August Blencke studierte Bernhard Blencke zunächst an der Philipps-Universität Marburg und der Albert-Ludwigs-Universität Freiburg Medizin. Am 17. Dezember 1921 wurde er im Corps Hasso-Nassovia und am 24. Oktober 1922 im Corps Suevia Freiburg recipiert. Als Inaktiver wechselte er an die Universität Rostock, die Ludwig-Maximilians-Universität München und die Julius-Maximilians-Universität Würzburg. In Würzburg wurde er 1926 zum Dr. med. promoviert. Die Ausbildung in Chirurgie und Orthopädie durchlief er bei Max Kappis in Hannover, Arnold Wittek im Unfallkrankenhaus Graz, Hermann Gocht an der Charité und bei seinem Vater in Magdeburg. Als Nachfolger seines Vaters leitete er ab 1937 die orthopädische Privatklinik. Im Zweiten Weltkrieg war er Sanitätsoffizier beim Heer. Ab 1945 betrieb seine Ehefrau Gertrud Bl. geb. Hansen den Wiederaufbau der Klinik, die durch den Luftangriff auf Magdeburg am 16. Januar 1945 zerstört worden war. 1947 nach der  Rückkehr aus der sowjetischen Kriegsgefangenschaft übernahm er die Klinik. Er habilitierte sich 1959 an der Medizinischen Akademie Magdeburg und erhielt einen Lehrauftrag für Orthopädie. Ab 1961 leitete er den Aufbau der Orthopädischen Universitätsklinik Magdeburg. Zum 1. Oktober 1963 wurde er auf den Lehrstuhl berufen. Mit Erreichen der Altersgrenze wurde er 1968 emeritiert.

## Werke
- mit August Blencke: Die neuropathischen Knochen- u. Gelenkaffektionen. Enke, Stuttgart 1931.
- Wirbelsäulenbruch und Korsett. Archiv für Orthopädische und Unfall-Chirurgie 34 (1933), S. 1–17
- mit Friedrich Loeffler: Allgemeine Orthopädie für Ärzte und Studierende. Leipzig 1964.
- Die orthopädische Klinik, in: Festschrift 10 Jahre Medizinische Akademie Magdeburg (1964), S. 92 f.